# 陶淑范
陶淑范（1899年—1989年），黑龙江齐齐哈尔人，中华人民共和国政治人物。
担任小学教育专家、北京第二实验小学教师、副校长。1954年，当选第一届全国人民代表大会代表。